# Бархачув
Бархачув (пол. Barchaczów) — село в Польщі, у гміні Лабуне Замойського повіту Люблінського воєводства. Населення — 466 осіб (2011).

## Історія
За даними етнографічної експедиції 1869—1870 років під керівництвом Павла Чубинського, у селі переважно проживали римо-католики, проте населення здебільшого розмовляло українською мовою.
Станом на 1921 рік село Бархачув належало до гміни Лабуне Замостського повіту Люблінського воєводства міжвоєнної Польщі.
За офіційним переписом населення Польщі 10 вересня 1921 року в селі Бархачув налічувалося 101 будинків та 580 мешканців, з них:
- 280 чоловіків та 300 жінок;
- 540 римо-католиків, 40 православних;
- 577 поляків, 3 українці;

У 1975—1998 роках село належало до Замойського воєводства.

## Демографія
Демографічна структура станом на 31 березня 2011 року:
|          | Загалом | Допрацездатний вік | Працездатний вік | Постпрацездатний вік |
| -------- | ------- | ------------------ | ---------------- | -------------------- |
| Чоловіки | 225     | 60                 | 137              | 28                   |
| Жінки    | 241     | 47                 | 144              | 50                   |
| Разом    | 466     | 107                | 281              | 78                   |